# Sous un ciel nouveau
Sous un ciel nouveau (かへ, Kahe) est un manga scénarisé par Kei Fujii et dessiné par Cocoro Hirai, prépublié sur internet par l'éditeur Mag Garden. La version française est éditée par Ki-oon dans la collection « Latitudes » en un tome sorti en avril 2018. 

## Publication
Le manga est publié en France par Ki-oon le 5 avril 2018  (ISBN 979-10-327-0282-6).

## Distinctions
En 2018, le manga a reçu un Jury Sélection pour le 21e Japan Media Arts Festival.
En 2018, le manga reçoit le prix Asie de l'Association des critiques et des journalistes de bande dessinée.

## Réception
Le manga reçoit un accueil critique enthousiaste lors de sa publication en France. Pour Johan Rivalland de Contrepoints, qui rapproche l'œuvre de celle de Jirō Taniguchi,  Sous un ciel nouveau constitue « un petit moment de charme, de détente et de méditation ». pour Bernard Monasterolo du journal Le Monde, « en quatre récits sur la perte, la mort et la force du lien familial, le manga propose un portrait très sentimental de la société japonaise ».